# كأس التشيك 2014–15
كأس التشيك 2014–15 (بالتشيكية: Pohár České pošty 2014/15)‏ هو الموسم 22 من كأس التشيك. أقيم خلال الفترة 19 يوليو 2014 وحتى 26 مايو 2015، وأشرف على تنظيمه اتحاد جمهورية التشيك لكرة القدم، وكان عدد الأندية المشاركة فيه 130، وفاز فيه نادي سلوفان ليبيريتس.